# 샤반쉬르레수즈
샤반쉬르레수즈 (Chavannes-sur-Reyssouze)는 프랑스 오베르뉴론알프 앵주의 코뮌이다. 부르캉브레스 아롱디스망과 르플롱주 캉통에 속한다.

## 지리
샤반쉬르레수즈는 앵 주의 브레스 지역을 이루는 마을 중 하나이다. 퐁드보 부근의 손 계곡에 위치해 있으며, 우안에 자리한 마콩 시와 그리 머지않은 거리에 위치해 있다. 북쪽부터 시계방향으로 베스쿠르, 생트리비에드쿠르트, 세르비냐, 생장쉬르레수즈, 생테티엔쉬르레수즈, 생베니뉴, 아르비니와 접한다.
이곳에서 보예 강의 수원지가 솟아 흐른다.

## 역사
샤반쉬르레수즈는 언덕배기 준평원에 자리잡은 마을로 대부분 주민이 농업, 그중에서도 야채 재배와 가축업에 종사한다.
12세기 경에 이 부근에 성이 지어졌다는 기록이 있다. 샤반쉬르레수즈의 영주가 12세기부터 16세기까지 이곳을 다스렸다. 그 후에는 마레스트 일가와 몽시몽 일가가 소유하였다.

## 인구
| 연도 | 인구 | ±%    |
| ---- | ---- | ----- |
| 2006 | 648  | —     |
| 2007 | 658  | +1.5% |
| 2008 | 667  | +1.4% |
| 2009 | 665  | −0.3% |
| 2010 | 680  | +2.3% |
| 2011 | 697  | +2.5% |
| 2012 | 715  | +2.6% |
| 2013 | 732  | +2.4% |
| 2014 | 746  | +1.9% |
| 2015 | 748  | +0.3% |
| 2016 | 750  | +0.3% |

## 명소

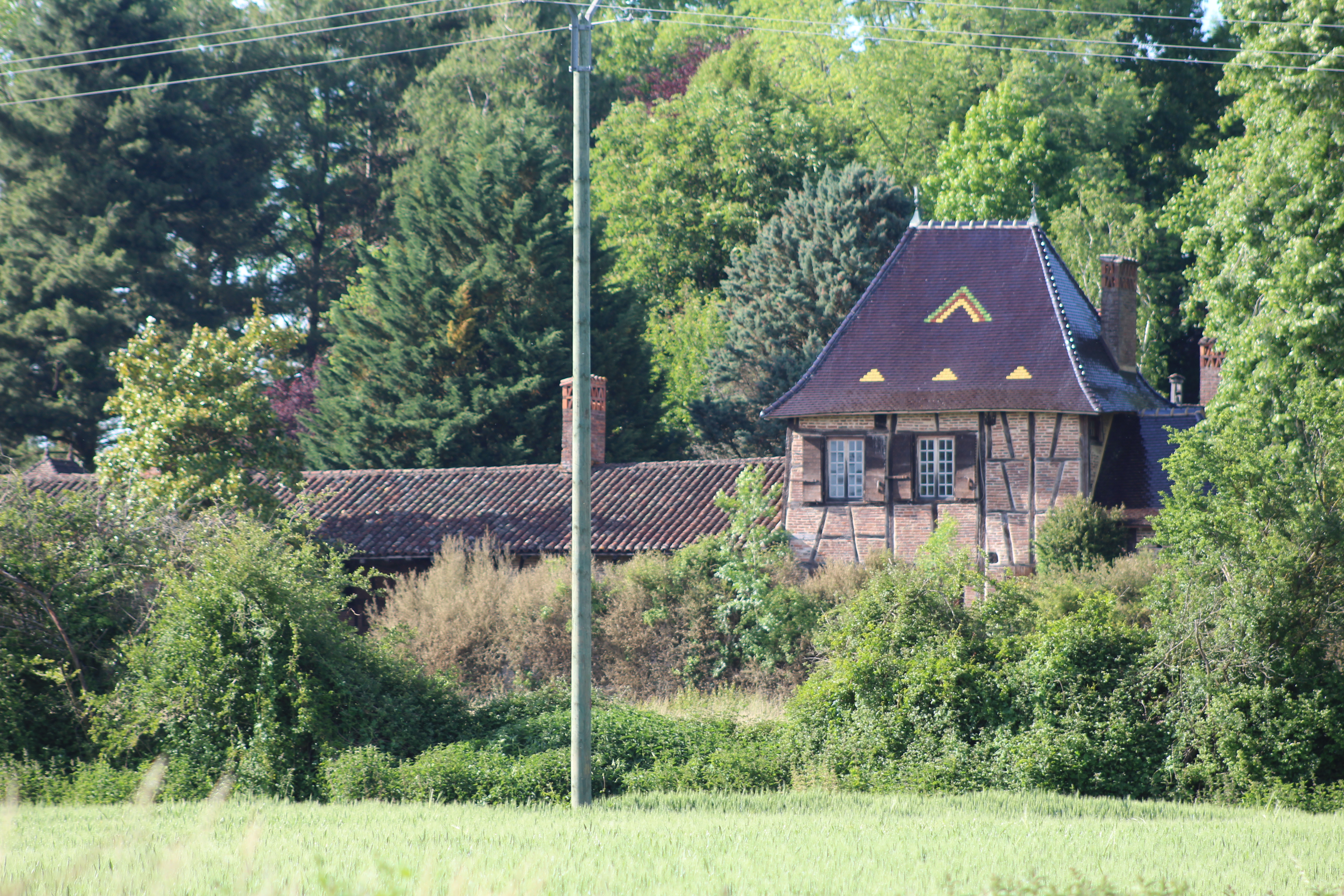
마레스트 성

샤반쉬르레수즈는 마레스트 일가가 살았던 마레스트 성이 있으며 1969년 9월 26일 프랑스 사적지로 등재되었다. 또 읍내에 생마르탱 교회가 있는데 우측에 종탑이 있고 후면은 로마네스크 양식으로 장식되어 있다.
마을 중심에는 브레스 지역의 옛 집이 여러 채 들어서 있으며 잘 보존되어 농업용, 원예용으로 쓰이고 있다.

## 같이 보기
- 앵 주의 코뮌 목록